# بیمارستان امام خمینی (اهواز)
بیمارستان امام خمینی که تا پیش از انقلاب ۱۳۵۷ ایران، بیمارستان جندی شاپور نام داشت، مربوط به دوره پهلوی است و در اهواز، در شرق رودخانه کارون، بین بلوار ساحلی و خیابان ۲۴ متری و در ضلع شمالی باغ معین واقع شده‌است. ساختمان بیمارستان مزبور متعلق به دوره پهلوی اول است که به شماره ۷۰۴۱ در دهم دی ماه سال ۱۳۸۱ ش به ثبت آثار ملی ایران رسیده‌است.

## تاریخچه بیمارستان
در سال ۱۳۰۶ اداره صحیه بلدیه در این استان به وجود آمد و در سال ۱۳۰۹ اولین پایه‌های بیمارستان دولتی در خیابان کاوه اهواز در اداره بلدیه در دو اتاق با شش تخت بنا شد و بیمار بستری گردید.
در سال ۱۳۱۱ محل بهداری و بیمارستان به ساختمان وسیعتری در خیابان سی متری اهواز منتقل گردید. تکامل اداره بهداری و بیمارستان ادامه داشت تا اینکه در سال ۱۳۱۴ بیمارستان فعلی با نام جندی شاپور در گورستان متروک شهر که در حدود ۱۳ هزار متر مربع مساحت داشت بمنظور ساختمان محل بهداری در اختیار بهداری استان گذارده شد و در سال ۱۳۱۸ این بیمارستان با نمای سنگی تکمیل گردید.
بالاخره بعد از حدود ۱۲ قرن فترت و تنها باقی ماندن نام دانشگاه گندی شاپور در مدارک معتبر تاریخی، مجدداً در سال ۱۳۳۴ هجری شمسی (۱۹۵۵ میلادی) از طرف وزارت فرهنگ ایران «دانشگاه جندی شاپور» مجدداً با راه اندازی دو دانشکده پزشکی، بدواً دانشکده کشاورزی (به سال ۱۳۳۴ در حومه اهواز) و سپس دانشکده پزشکی (به سال ۱۳۳۶ شمسی) در شهر اهواز، مرکز استان خوزستان تأسیس شد. دانشکده پزشکی به موجب موافقت نام‌های که بین وزارت فرهنگ ایران و دانشگاه توبینگن آلمان (واقع در ایالت بادن و ورتمبرگ نزدیک اشتوتگارت که قدمت دانشگاه آن به سال ۱۴۷۷ میلادی برمی‌گشت) منعقد گردید، کادر آموزشی خود را از استادان آلمانی شاغل در آن دانشگاه تکمیل کرد. تنها بیمارستان شهر اهواز که در زمان رژیم سابق ساخته شده بود و بعد از توسعه در سال ۱۳۳۵ شمسی به بیمارستان جندی شاپور تغییر یافته و زیر نظر وزارت بهداری اداره می‌شد، از فروردین ۱۳۴۷ شمسی رسماً به دانشگاه جندی شاپور واگذار گردید تا آن سال دانشجویان پزشکی و پیراپزشکی خود را جهت آموزش‌های لازم به تهران و خارج کشور می‌فرستاد.
این بیمارستان از نظر جغرافیایی در ضلع شمالی شهرستان اهواز در انتهای خیابان آزادگان قرار گرفته‌است.

## بیمارستان جدید
بیمارستان جدید که هم‌اکنون در حال فعالیت می‌باشد در سال ۱۳۵۲ توسط یکی از افراد خیر پایه‌گذاری شد و به دانشگاه تحویل گردید اما به دلایل مختلف ادامه بنای پروژه متوقف شد تا اینکه مجدداً در سال ۱۳۶۵ عملیات ساختمانی آن شروع شد و عاقبت در سال ۱۳۸۰ تکمیل و راه اندازی گردید.

## بخش‌های بیمارستان
این بیمارستان دارای بخش‌های فعال گوش حلق بینی، پوست، جراحی فک و صورت، نازائی، زنان، ارتوپدی، ارولوژی، نفرولوژی، غدد، ریه، جراحی عمومی، جراحی اطفال، توانبخشی، طب فیزیکی، آندوسکوپی، آنژیوگرافی، ICU, CCU, NICU، اتاق عمل‌های جنرال، اتاق عمل قلب، اتاق عمل چشم، اتاق عمل آنژیوگرافی است.

## اولین مرکز کاشت حلزون شنوایی جنوب غرب کشور
مرکز کاشت حلزون شنوایی این بیمارستان بعد از اخذ مجوز فعالیت در استان خوزستان از وزارت بهداشت و همچنین تجهیز و آماده‌سازی آن افتتاح گردید که این مرکز شامل مرکز کاشت حلزون شنوایی، بخش بستری، اتاق عمل ویژه کاشت حلزون و دیگر بخش‌های تابعه می‌باشد در مرکز کاشت حلزون تیمی شامل متخصصین جراحی گوش، حلق و بینی، رادیولوژی، توانبخشی شنوایی و گفتار، روانشناسی، کاردرمانی، پرستار و دیگر افراد متخصص این حیطه سعی بر ارائه خدماتی مطلوب و شایسته به کودکان و افراد دچار کاهش شنوایی و آموزش به خانواده‌های آن‌ها فعالیت می‌نمایند و تمام بررسی‌های مورد نیاز برای بیمار توسط تیم کاشت حلزون انجام می‌گیرد که شامل ارزیابی گوش، ارزیابی شنوایی، ارزیابی رادیوگرافی، ارزیابی روانشناسی و همچنین ارزیابی جسمانی می‌باشد تا هر گونه مشکل بالقوه‌ای را که ممکن است در هنگام بیهوشی عمومی پیش آید شناسایی گردد.

## اورژانس بیمارستان
اورژانس این بیمارستان دارای واحد بیماران سرپایی، حاد، جراحی، قلب، زنان، ارتوپدی، گوش حلق بینی، تزریقات، نوار قلب، اتاق عمل حوادث و دیگر واحدهای اورژانس است.
دفتر گروه طب اورژانس دانشگاه علوم پزشکی جندی شاپور اهواز در این بیمارستان واقع شده و اورژانس این بیمارستان بر اساس استانداردهای بین‌المللی طب اورژانس و با استفاده از سیستم تریاژ اداره می‌شود
درمانگاه‌های تخصصی و فوق تخصصی این مرکز نیز دارای بیش از پنجاه درمانگاه تخصصی و فوق تخصصی است.
بیمارستان امام خمینی اهواز به عنوان یکی از فعال‌ترین مراکز آموزشی و درمانی دانشگاه علوم پزشکی جندی شاپور اهواز مشغول ارائه خدمات می‌باشد.

## یادبود بیمارستان
اولین همایش تجلیل از پیشکسوتان این بیمارستان در تاریخ ۱۳۸۹/۱۲/۰۸ که در آن از یازده پزشک پیشکسوت این بیمارستان که خدمات بسیاری در بحث درمان و آموزش پزشکی داشته و از بازنشستگان پزشکی استان خوزستان می‌باشند تجلیل شد.

## نگارخانه

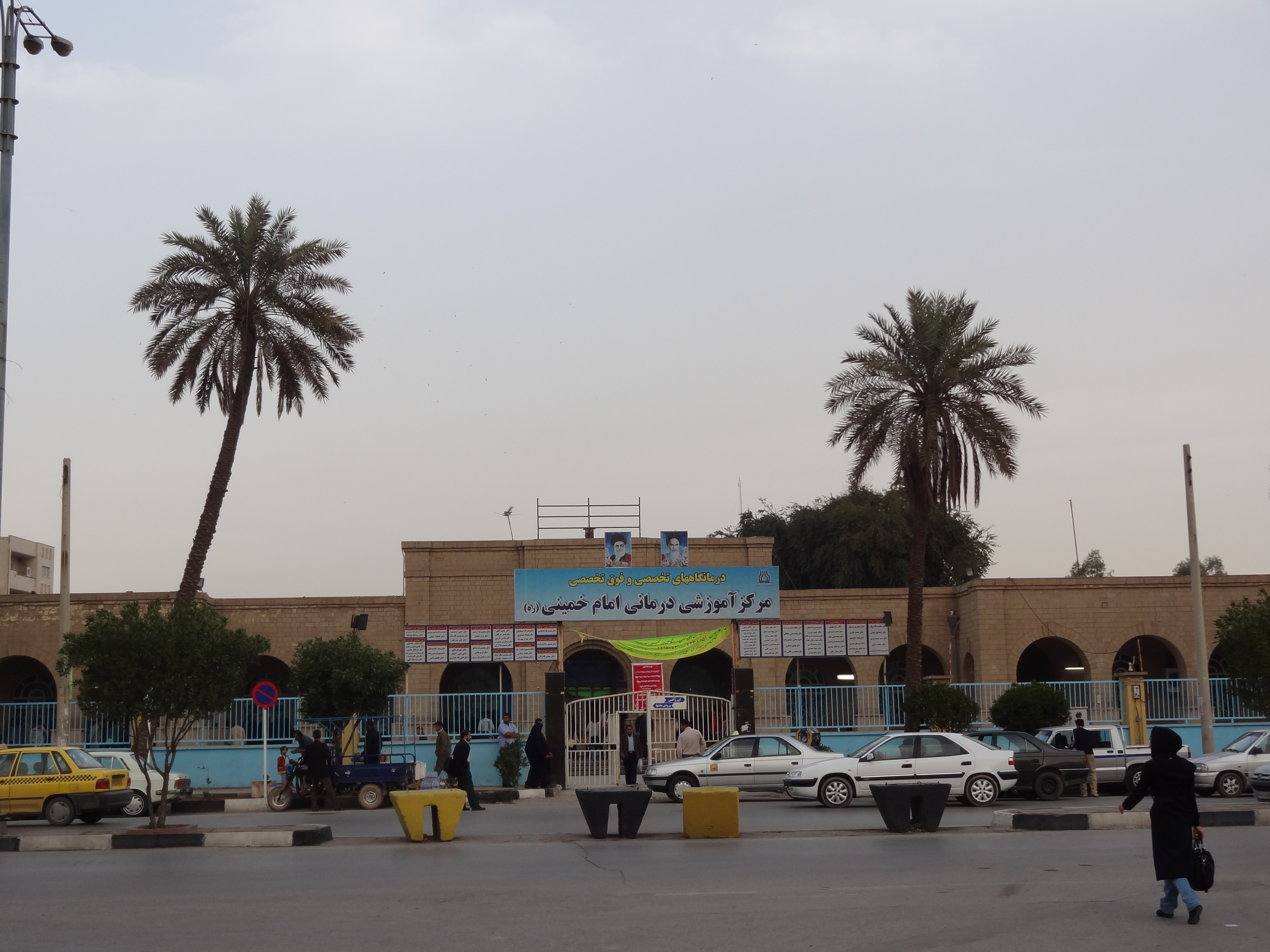
درمانگاه‌های بیمارستان امام خمینی، ۲۰۱۱، اهواز
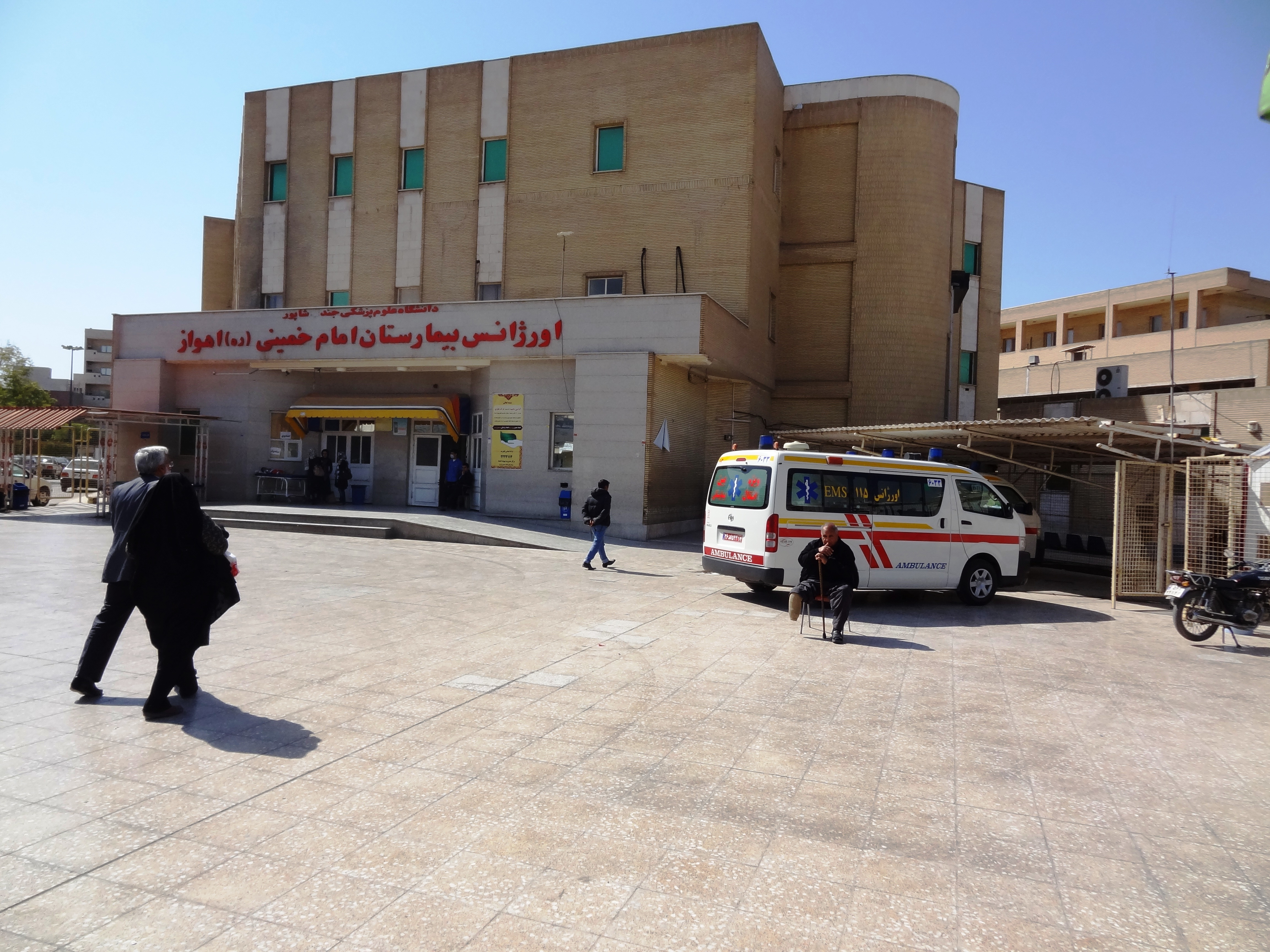
اورژانس بیمارستان امام خمینی، ۲۰۱۱، اهواز
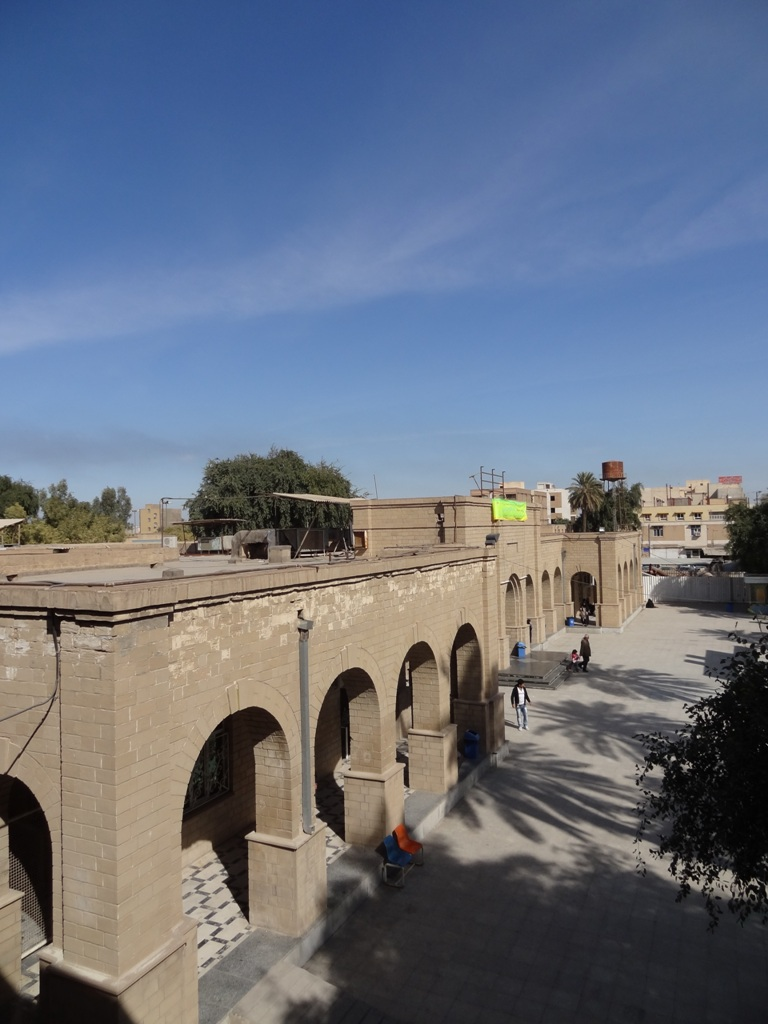
درمانگاه بیمارستان امام خمینی اهواز، ایران
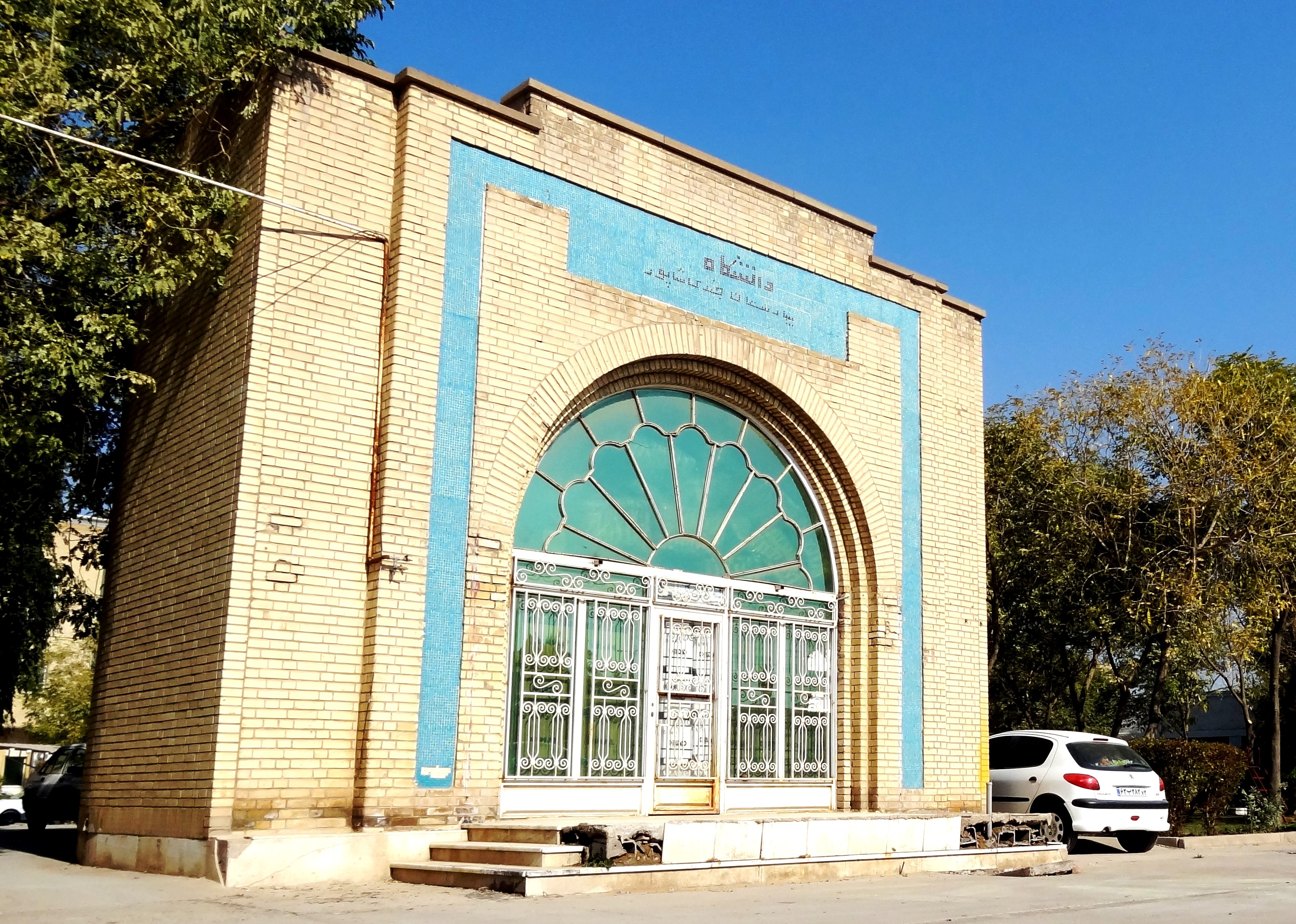
اثر تاریخی بیمارستان امام خمینی اهواز